# Thalatta argentimacula
Thalatta argentimacula là một loài bướm đêm trong họ Noctuidae.